# Кармен (фильм, 2003, Испания)
«Карме́н» (исп. Carmen) — испанский фильм 2003 года режиссёра Висенте Аранды. Сюжет написан самим режиссёром по мотивам новеллы Проспера Мериме «Кармен».
Первый показ фильма прошёл 16 мая 2003 года во Франции. Фильм был отмечен в 7 номинациях национальной премии «Гойя». В основном за технические и изобразительные достижения: работа оператора, художника-постановщика, художника по костюмам, звук и монтаж.

## Сюжет
Путешествующий в 1830 году по Испании Проспер Мериме сталкивается с разыскиваемым разбойником Хосе Наварро. В результате он становится свидетелем истории отношений между Кармен и Хосе. Хосе, молодой сержант, знакомится с ней, беря её под конвой за драку Кармен на фабрике по упаковке сигар, где она работала. С этого времени молодой баскский сержант, имевший все шансы на карьерный рост, из-за страсти к Кармен стремительно опускается по социальной лестнице, совершая безрассудные поступки. Сначала его разжаловали в рядовые, затем, став убийцей, он вынужден бежать и вступить в группу контрабандистов, к которым принадлежит и Кармен. Из-за ревности он совершает ещё ряд убийств. Но для Кармен Хосе лишь одно из мимолётных увлечений, к тому же она не хочет никому принадлежать. В результате Хосе убивает Кармен. В заключительной сцене приговорённого к повешению Хосе в камере посещает Проспер, которому Хосе заявляет, что не жалеет о своей встрече с Кармен и о таком повороте своей судьбы.

## В ролях
- Пас Вега — Кармен
- Леонардо Сбаралья — Хосе́
- Антонио Дечент — Туэрто
- Хоан Кросас — Дансэр
- Джей Бенедикт — Просперо
- Мария Ботто — Фернанда
- Исмаэль Мартинес — Антонио